# نیو هوم (تگزاس)
نیو هوم، تگزاس (به انگلیسی: New Home, Texas) یک شهر در ایالات متحده آمریکا با جمعیت ۳۳۴ نفر (بر اساس سرشماری ۲۰۱۰ آمریکا) است که در تگزاس واقع شده‌است.

## موقعیت جغرافیایی
موقعیت جغرافیایی شهرها و مناطق اطراف به شرح زیر است: